# Camp de Rieucros
Pour les articles homonymes, voir Rieucros (homonymie).
Le camp de Rieucros, organisé dans les dépendances de l'ancien séminaire de Mende en Lozère et ouvert en 1939, est le premier camp d'internement français de la seconde guerre mondiale. Il est initialement destiné aux membres des Brigades internationales (dénommés « étrangers indésirables ») et à des hommes ayant eu affaire à la justice, avant d'être reconverti en camp d'internement de femmes.

## Historique
Le camp est créé par décret datant du 21 janvier 1939 et est le premier camp d'internement français. Il est installé dans le vallon du Rieucros, à proximité de la ville de Mende. Le terrain est une propriété de l'hôpital hospice de Mende, qui le loue à la préfecture pour qu'elle installe ce camp. Son but est d'interner les « indésirables », c'est-à-dire les opposants politiques, notamment ceux qui ne sont pas de nationalité française. C'est ainsi que l'on retrouve des anti-fascistes allemands, et des membres des Brigades internationales. Le 6 octobre 1939, ces hommes sont transférés au camp d'internement du Vernet en Ariège. Dès lors, le camp de Rieucros n'est plus réservé qu'aux femmes sous le nom de « centre de rassemblement d'étrangères », puis « camp de concentration » en janvier 1941.
Au cours de l'automne 1939, des femmes espagnoles y sont internées, bientôt rejointes par une centaine d'Allemandes opposantes au nazisme, d'Italiennes, de juives en provenance des pays de l'Est. Une cinquantaine d'entre elles sont d'abord incarcérées à la prison parisienne de la Petite Roquette. Des Polonaises « immigrées du travail » sont également internées à Rieucros. Des Françaises aussi, souvent pour leurs convictions communistes ou anarchistes ou pour des questions de mœurs.
Les conditions sont très éprouvantes - froid, faim, manque d'hygiène - en particulier pour les mères chargées de bébés et d'enfants en bas âge. Malgré tout, les internées montrent beaucoup de détermination et de solidarité et organisent des cours de français et de langues étrangères et des activités diverses.
Le 13 février 1942, les internées et leurs enfants sont transférés au camp d'internement de Brens, à proximité de Gaillac, dans le département du Tarn. Celui de Rieucros ferme définitivement ses portes au printemps 1942.
Ida Mett en sort avec son fils en avril 1941.

## Personnalités internées
Parmi les internés on trouve :
- Ernesto Bonomini (1903-1986), activiste anti-fasciste italien, évadé du camp en avril 1939 ;
- Odette Capion-Branger (1913-2004), résistante française, arrêtée le 4 décembre 1940 ;
- l'écrivain français d’origine espagnole Michel del Castillo (1933-2024), interné avec sa mère Cándida Isabel Castillo Martinez ;
- Mathilde Gabriel-Péri (1902-1981), ouvrière puis femme politique française, internée en 1940 ; son époux, Gabriel Péri, a été fusillé au Mont-Valérien en 1941 ;
- l’artiste Pierrette Gargallo[réf. nécessaire], fille du sculpteur Pau Gargallo ;
- le mathématicien Alexandre Grothendieck (1928-2014), interné avec sa mère, la journaliste allemande Hanka Grothendieck (1900-1957) ;
- la Tzigane Kali[réf. nécessaire] ;
- la doctoresse et auteure anarchiste russe Ida Mett (1901-1973), internée avec son fils Marc Lazarevitch ;
- Teresa Noce (1900-1980), dirigeante syndicale, journaliste et féministe italienne[6] ;
- la femme de lettres et journaliste tchèque Lenka Reinerová (1916-2008) ;
- la résistante allemande Dora Schaul (1913-1999) ;
- l’aventurier russe Boris Skossyreff (1896-1989), qui avait été brièvement proclamé roi d'Andorre en 1934 ;
- la résistante lyonnaise d’origine polonaise Janine Sochaczewska (1910-1994), future mère du militant politique Pierre Goldman (1944-1979) et épouse du résistant français Alter Mojszet Goldman[7] ;
- la spartakiste Rosi Wolfstein[réf. nécessaire].

## Travail de mémoire
Une association a été créée en 1992 pour garder en mémoire ce qui s'y est passé et aménager ce lieu pour les visiteurs.

## Les vestiges du camp
Il ne reste que peu de traces du camp d'internement dans le vallon du Rieucros aujourd'hui. Depuis 2023, un espace a été aménagé avec des panneaux informatifs et un parcours permet de cheminer entre les emplacements des baraquements. Mais ces derniers ont entièrement disparu sans laisser de trace visible. 
Deux maisons de pierre faisaient partie de l'ensemble, elles existent toujours et appartiennent à des propriétaires privés.
Le vestige le plus significatif reste un rocher sculpté, représentant un soldat tenant son fusil du bras droit. Deux dates le surmontent : 1789 et 1939, symbolisant les 150 ans de la Révolution française. Non loin de là, un nom est gravé : Gierke Walter. Ce Walter fait bien partie de la liste des internés du camp et pourrait être l'auteur de cette sculpture.

## Sources et références
1. ↑  Gaëlle Mechaussie, « Les détenus des camps d’internement français : accomodements, inertie, résistance. L’exemple du camp de Choisel (Loire-Inférieure) Février 1941-mai 1942. », sur musee-resistance-chateaubriant.fr, 2008-2009, p. 9-10.
2. ↑  Maëlle Maugendre, Les réfugiées espagnoles en France, 1939-1942, Tours, Presses universitaires François Rabelais, 2019, 396 p..
3. ↑  Michèle Descolonges, Un camp d'internement en Lozère. Rieucros 1938-1942, Toulouse, Presses universitaires du Midi, janvier 2022, 316 p., p. 95-97
4. ↑  Michèle Descolonges, Un camp d'internement en Lozère. Rieucros 1938-1942, Toulouse, Presses universitaires du Midi, janvier 2022, 316 p., p. 107.
5. ↑  Camps de femmes sur canal-u.tv.
6. ↑  Brigitte Maurin Farelle, « L’étrange voyage de Teresa Noce à Rieucros : regards croisés sur l’enfermement et l’exclusion », Italies. Littérature - Civilisation - Société, nos 17/18,‎ 1er octobre 2014, p. 245-284 (ISSN 1275-7519, DOI 10.4000/italies.4768, lire en ligne, consulté le 14 avril 2025)
7. ↑  Les Inrockuptibles, nos 145 à 157, 1998, p. 28
8. ↑  (fr) Article du quotidien Le Midi Libre du 18 juillet 2007 expliquant les projets
9. ↑  (fr) Présentation sur le site de la commune de Mende
10. ↑  (fr + de) Plus d'information sur Gierke Walter